# Operatore bilineare
In matematica, un operatore bilineare è una generalizzazione della moltiplicazione che soddisfa la legge distributiva.

## Definizione
Siano {\displaystyle V}, {\displaystyle W} e {\displaystyle X} tre spazi vettoriali sullo stesso campo {\displaystyle F}; un operatore bilineare è una funzione:
{\displaystyle B:V\times W\rightarrow X}
tale che per ogni {\displaystyle w\in W} la mappa:
{\displaystyle v\mapsto B(v,w)}
è un operatore lineare da {\displaystyle V} a {\displaystyle X}, e per ogni {\displaystyle v\in V} la mappa:
{\displaystyle w\mapsto B(v,w)}
è un operatore lineare da {\displaystyle W} a {\displaystyle X}. In altre parole, se si tiene il primo argomento dell'operatore bilineare fisso, mentre si fa variare il secondo argomento, si ottiene un operatore lineare, e la stessa cosa vale se si tiene fisso il secondo argomento.
Se {\displaystyle V=W} e si ha {\displaystyle B(v,w)=B(w,v)} per ogni {\displaystyle v,w\in V}, allora  {\displaystyle B} è simmetrico.
Nel caso in cui {\displaystyle X=F}, si ha una forma bilineare, e questo caso è particolarmente utile nello studio, per esempio, del prodotto scalare e delle forme quadratiche.
La definizione funziona senza altri cambiamenti se al posto di spazi vettoriali si usano moduli su un anello commutativo {\displaystyle R}. È inoltre semplice generalizzare questo concetto a una funzione in {\displaystyle n} variabili, e il termine appropriato è multilineare.
Nel caso di un anello non commutativo {\displaystyle R}, un modulo destro {\displaystyle M_{R}} e un modulo sinistro {\displaystyle _{R}N}, possiamo definire un operatore bilineare {\displaystyle B:M\times N\rightarrow T}, ove {\displaystyle T} è un gruppo abeliano, tale che per ogni {\displaystyle n\in N}, {\displaystyle m\mapsto B(m,n)}, e per ogni {\displaystyle m\in M}, {\displaystyle n\mapsto B(m,n)} sono omomorfismi di gruppi, e che inoltre soddisfa:
{\displaystyle B(mt,n)=B(m,tn)}
per ogni {\displaystyle m\in M,n\in N,t\in R}.

## Proprietà
Una prima immediata conseguenza della definizione è il fatto che {\displaystyle B(x,y)=\mathbf {0} } ogni volta che {\displaystyle x=\mathbf {0} } o {\displaystyle y=\mathbf {0} }. Ciò si prova scrivendo il vettore nullo {\displaystyle \mathbf {0} } come {\displaystyle 0\cdot \mathbf {0} } e spostando lo scalare {\displaystyle 0} "al di fuori", davanti a {\displaystyle B}, per linearità.
L'insieme {\displaystyle L(V,W;X)} di tutte le mappe bilineari è un sottospazio lineare dello spazio (spazio vettoriale, modulo) di tutte le mappe da {\displaystyle V\times W} in {\displaystyle X}.
Se {\displaystyle V,W,X} sono di dimensione finita, allora lo è anche {\displaystyle L(V,W;X)}. Se {\displaystyle X=F}, (per es. nel caso di una forma bilineare) la dimensione di questo spazio è {\displaystyle \dim V\cdot \dim W} (mentre lo spazio {\displaystyle L(V\times W;K)} di forme lineari ha dimensione {\displaystyle \dim V+\dim W}). Per provarlo, si scelgano una base {\displaystyle {\mathcal {B}}} per {\displaystyle V} e una base {\displaystyle {\mathcal {C}}} per {\displaystyle W}; a questo punto ogni mappa bilineare può essere univocamente rappresentata dalla matrice {\displaystyle A} data da {\displaystyle a_{ij}=B(b_{i},c_{j})}, e viceversa (qui {\displaystyle b_{i}} e {\displaystyle c_{j}} denotano rispettivamente l'{\displaystyle i}-esimo elemento della base {\displaystyle {\mathcal {B}}} e il {\displaystyle j}-esimo elemento della base {\displaystyle {\mathcal {C}}}).
Se {\displaystyle X} è uno spazio di dimensione superiore, si ha banalmente {\displaystyle \dim L(V,W;X)=\dim V\cdot \dim W\cdot \dim X}.

## Esempi
- La moltiplicazione di matrici è una mappa bilineare {\displaystyle M(m,n)\times M(n,p)\rightarrow M(m,p)}.
- Se in uno spazio vettoriale {\displaystyle V} sul campo dei numeri reali {\displaystyle \mathbb {R} } definito un prodotto scalare, allora il prodotto scalare è un operatore bilineare {\displaystyle V\times V\rightarrow \mathbb {R} }.
- In generale, per uno spazio vettoriale {\displaystyle V} su un campo {\displaystyle F}, una forma bilineare su {\displaystyle V} è equivalente a un operatore bilineare {\displaystyle V\times V\rightarrow F}.
- Se {\displaystyle V} è uno spazio vettoriale, {\displaystyle V^{*}} è il suo spazio duale e {\displaystyle v\in V,f\in V^{*}}, allora l'operatore di applicazioni {\displaystyle b(f,v)=f(v)} è un operatore bilineare da {\displaystyle V\times W} nel campo di base.
- Siano {\displaystyle V} e {\displaystyle W} due spazi vettoriali sullo stesso campo {\displaystyle F}. Se {\displaystyle f} è un elemento di {\displaystyle V^{*}} e {\displaystyle g} è un elemento di {\displaystyle W^{*}}, allora {\displaystyle b(v,w)=f(v)g(w)} definisce un operatore bilineare {\displaystyle V\times W\rightarrow F}.
- Il prodotto vettoriale in {\displaystyle \mathbb {R} ^{3}} è un operatore bilineare {\displaystyle \mathbb {R} ^{3}\times \mathbb {R} ^{3}\rightarrow \mathbb {R} ^{3}}.
- Siano {\displaystyle B:V\times W\rightarrow X} un operatore bilineare e {\displaystyle L:U\rightarrow W} un operatore lineare; allora {\displaystyle (v,u)\mapsto B(v,L(u))} è un operatore bilineare su {\displaystyle V\times U}.
- La mappa nulla, definita da {\displaystyle B(v,w)=\mathbf {0} } per ogni {\displaystyle (v,w)\in V\times W} è l'unica mappa da {\displaystyle V\times W} in {\displaystyle X} che sia nel contempo bilineare e lineare. Infatti, se {\displaystyle (v,w)\in V\times W} e {\displaystyle B} è una mappa sia lineare che bilineare, allora {\displaystyle B(v,w)=B(v,\mathbf {0} )+B(\mathbf {0} ,w)} (per linearità rispetto alla somma di {\displaystyle V\times W}) e {\displaystyle B(v,\mathbf {0} )+B(\mathbf {0} ,w)=\mathbf {0} +\mathbf {0} =\mathbf {0} } (per bilinearità).